# Éva Dónusz
Éva Dónusz (n. 29 septembrie 1967, Vác, Pesta, Ungaria) este o caiacistă ce a reprezentat Ungaria, medaliată olimpică. A participat la 2 ediții ale Jocurilor Olimpice (1992, 1996) în care a câștigat o medalie de aur și o medalie de bronz.